# San Francisco Soyaniquilpan
San Francisco Soyaniquilpan es una localidad del Estado de México, es la cabecera del Municipio de Soyaniquilpan de Juárez. En el censo de 2020 estaba poblada por 5,706 habitantes.